# Mistrzostwa Polski w Judo 1988
32. edycja Mistrzostw Polski w judo odbyła się w dniach 04 - 05 czerwca 1988 roku w Olsztynie gdzie rywalizowali mężczyźni oraz w Słupsku gdzie rywalizowały kobiety w dniach 26 - 27 marca.

## Medaliści 32 mistrzostw Polski

### Kobiety
| Konkurencja: | Złoto:                                  | Srebro:            | Brąz:                                |
| 48 kg        | Małgorzata Roszkowska Gwardia Białystok | Anna Chodakowska   | Beata Czaban Bożena Strzałkowska     |
| 52 kg        | Joanna Majdan                           | Kamila Bok         | Joanna Urbańska Violetta Grudzień    |
| 56 kg        | Ernestyna Matusiak                      | Magdalena Szewczyk | Agnieszka Zielińska Ewa Groszczyk    |
| 61 kg        | Bogusława Olechnowicz                   | Magdalena Wideńska | Edyta Kołomańska Joanna Cieszyńska   |
| 66 kg        | Ewa Furgał                              | Lucyna Gołuchowska | Dorota Szymańska Elżbieta Wasilewska |
| 72 kg        | Jolanta Poświat                         | Stefania Drzewicka | Maria Litwinowicz Monika Morawiecka  |
| +72 kg       | Beata Maksymow                          | Renata Szal        | Anna Kosińska Irena Hrycyszyn        |
| open         | Bogusława Olechnowicz                   | Maria Litwinowicz  | Beata Maksymow Małgorzata Gąsecka    |

### mężczyźni
| Konkurencja: | Złoto:                       | Srebro:                          | Brąz:                                             |
| 60 kg        | Ireneusz Kiejda Wisła Kraków | Andrzej Brychcy                  | Piotr Kamrowski Janusz Gaczkowski                 |
| 65 kg        | Robert Rak                   | Janusz Pawłowski Wybrzeże Gdańsk | Andrzej Dziemianiuk Henryk Frączek                |
| 71 kg        | Wiesław Błach                | Krzysztof Kamiński               | Tomasz Błach Sławomir Najmowicz                   |
| 78 kg        | Andrzej Grzywacz             | Janusz Wincenciak                | Bogdan Bogucki Dariusz Lutyński                   |
| 86 kg        | Waldemar Legień              | Andrzej Grzegorzek               | Andrzej Pęcikiewicz Wisła Kraków Sławomir Celeban |
| 95 kg        | Zbigniew Bielawski           | Jacek Beutler                    | Krzysztof Kurczyna Mirosław Ksok                  |
| +95 kg       | Rafał Kubacki                | Andrzej Basik                    | Tomasz Tybuś Janusz Kąkol                         |
| open         | Rafał Kubacki                | Jacek Beutler                    | Zbigniew Bielawski Jerzy Pater                    |